# Gert Westphal
Gert Westphal (eigentlich: Curt Gerhard Westphal; * 5. Oktober 1920 in Dresden; † 10. November 2002 in Zürich) war ein deutsch-schweizerischer Regisseur, Schauspieler und Rezitator.

## Leben
Gert Westphal wurde als erster von zwei Söhnen des Fabrikdirektors Curt Westphal (1894–1971) und dessen Frau Elsa, geb. Bräuer (1895–1974), in Dresden geboren, wo sein kulturell interessierter Vater eine Treibriemenfabrik leitete. Beide Eltern stammten aus Moritzburg in Sachsen. Nach dem Abitur am Realgymnasium Blasewitz absolvierte er eine Schauspielausbildung bei Paul Hoffmann am Dresdner Staatsschauspielhaus. 1940 debütierte er in der Rolle des zweiten Reiters in Goethes Götz von Berlichingen, bevor er zum Kriegsdienst eingezogen wurde. Nach Kriegsgefangenschaft und einigen Umwegen kam er 1946 nach Bremen. Hier begann er neben einem Engagement an den Bremer Kammerspielen zur gleichen Zeit eine Tätigkeit als Sprecher und Redakteur bei Radio Bremen. 1948 wurde er Hörspielleiter des von den Alliierten initiierten und kontrollierten Senders und übte diese Position bis zu seinem Wechsel zum Südwestfunk Baden-Baden 1953 aus. Dort war er bis 1959 in gleicher Position beschäftigt und damit für sämtliche in dieser Zeit produzierten Aufnahmen verantwortlich.
Er stand in regelmäßigem Kontakt mit zahlreichen Autoren dieser Zeit, wie etwa Alfred Andersch, Ingeborg Bachmann, Gottfried Benn, Max Frisch oder Carl Zuckmayer, und gab auch Arbeiten für Hörspiele in Auftrag. Er arbeitete mit Max Ophüls, Will Quadflieg, Hans Paetsch, Oskar Werner, Walter Jens, Joachim Fest u. v. a. zusammen, produzierte oder bearbeitete selbst regelmäßig Hörspiele und Radiofeatures und wirkte selbst als Sprecher mit. U. a. führte er die Regie in dem fünfteiligen Hörspiel Am grünen Strand der Spree, in dem der Autor Hans Scholz eine der Hauptrollen sprach.
Daneben war Westphal seit Beginn seiner Arbeit beim Rundfunk immer auch mit Lesungen zu hören, deren Texte er selbst aussuchte und bearbeitete. Ebenso unterstützte er neue oder nur schwer realisierbare Formate und Projekte. Für den damaligen Chefredakteur der Jazz-Redaktion des Südwestfunks, Joachim-Ernst Berendt, etwa war Westphal wegen seines Textverständnisses und seiner Musikalität die Idealbesetzung für die von ihm kreierten Lyrik und Jazz-Programme (etwa mit dem Metronome Quintett), die bis heute stilbildend wirken. Der musikalischen Form des Melodrams fühlte er sich trotz wiederkehrender Bedenken zahlreicher Veranstalter besonders verbunden. So brachte er u. a. Die Weise von Liebe und Tod des Cornets Christoph Rilke von Rainer Maria Rilke in der Version für Sprecher und Klavier von Viktor Ullmann zusammen mit dem Pianisten Michael Allan am 15. Juni 1994 bei den Sommerlichen Musiktagen Soest zur Uraufführung. Auch bei Ullmanns orchestrierter Fassung (Ghetto Theresienstadt 1944) übernahm Westphal, etwa in der Berliner Philharmonie mit der Deutsch-Skandinavischen Jugend-Philharmonie unter der Leitung von Andreas Peer Kähler, den Part des Sprechers.
Am Theater der Nationen in Paris gastierte Westphal im Mai 1963 mit dem Theater Ensemble Oskar Werner mit einer Aufführung des Torquato Tasso. Zusammen mit Käthe Gold und Walter Richter trat er Anfang 1965 in Israel auf, wo zum ersten Mal überhaupt mit dem Totentanz von August Strindberg ein Theaterstück in deutscher Sprache aufgeführt wurde. Von 1959 bis 1980 gehörte er dem Ensemble am Zürcher Schauspielhaus an und wirkte in zahlreichen Uraufführungen mit, bevor er sich selbständig machte und sich auf das Vorlesen auf der Bühne und im Studio konzentrierte. Nebenbei war er auch als Regisseur an zahlreichen Theatern und Opernbühnen Deutschlands engagiert. 1960 erwarb Westphal neben der deutschen Staatsbürgerschaft auch das Schweizer Bürgerrecht und konnte somit auch in der damaligen DDR Aufnahmen realisieren. Bis zum September 2002 trat er öffentlich auf und nahm weitere Lesungen auf Tonträger auf.
Die besondere Liebe des „Königs der Vorleser“, wie ihn Petra Kipphoff von der Zeit einmal nannte, galt der Rezitation und der literarischen Lesung vor Publikum, im Radio, für Sprechplatte oder Hörbuch. Johann Wolfgang Goethe, Theodor Fontane und Thomas Mann galten ihm als „Säulenheilige“. Von ihnen nahm er – bis auf wenige Ausnahmen – sämtliche Romane und Erzählungen – teilweise mehrfach – auf oder nutzte diese Werke als Vorlagen der von ihm produzierten Hörspiele.
In der Kombination Lesung/Hörspiel nahm Westphal wiederholt mehrere Funktionen gleichzeitig wahr, die das jeweilige Werk aus zwei Perspektiven erleben lassen: Neben den eigentlichen Lesungen mit nur einem Vorleser wirkte er in zahlreichen Hörspielen als Erzähler mit und/oder führte hier auch Regie. Mit großem Erfolg war er auch an Produktionen sogenannter Trivialliteratur beteiligt. So wirkte er z. B. in der Langzeitreihe Der Frauenarzt von Bischofsbrück des SDR von Alfred Marquart und Herbert Borlinghaus sowie bei den vom SDR verwirklichten Verfilmungen der von Hedwig Courths-Mahlers verfassten Romane (Die Bettelprinzess, Griseldis, Die Kriegsbraut, Der Scheingemahl und Eine ungeliebte Frau) als Erzähler mit. Dass dies sowohl Kritik als auch Publikum positiv aufnahmen, wurde immer wieder mit der Ernsthaftigkeit begründet, mit der Westphal seine Rollen ausfüllte. Auch sind die Protagonisten in ihrer Herkunft, Bildung und ihren Eigenschaften mit denen der „klassischen“ Literatur vergleichbar, da es sich hier weitestgehend ebenfalls um Ärzte, Rechtsanwälte, Militärangehörige, Lehrer oder um (verarmte) Adelige und ihre Bediensteten handelt. Die Stimme Westphals traf den hier angebrachten Tonfall. Seine Stimme wurde ab etwa Anfang der 1970er Jahre zunehmend dunkler. Besonders auffällig wird dies etwa bei den Josephromanen Thomas Manns, bei denen das Vorspiel Höllenfahrt ca. 30 Jahre nach den Teilen I–IV aufgenommen wurde. Als Synchronsprecher war Westphal hingegen nicht tätig.

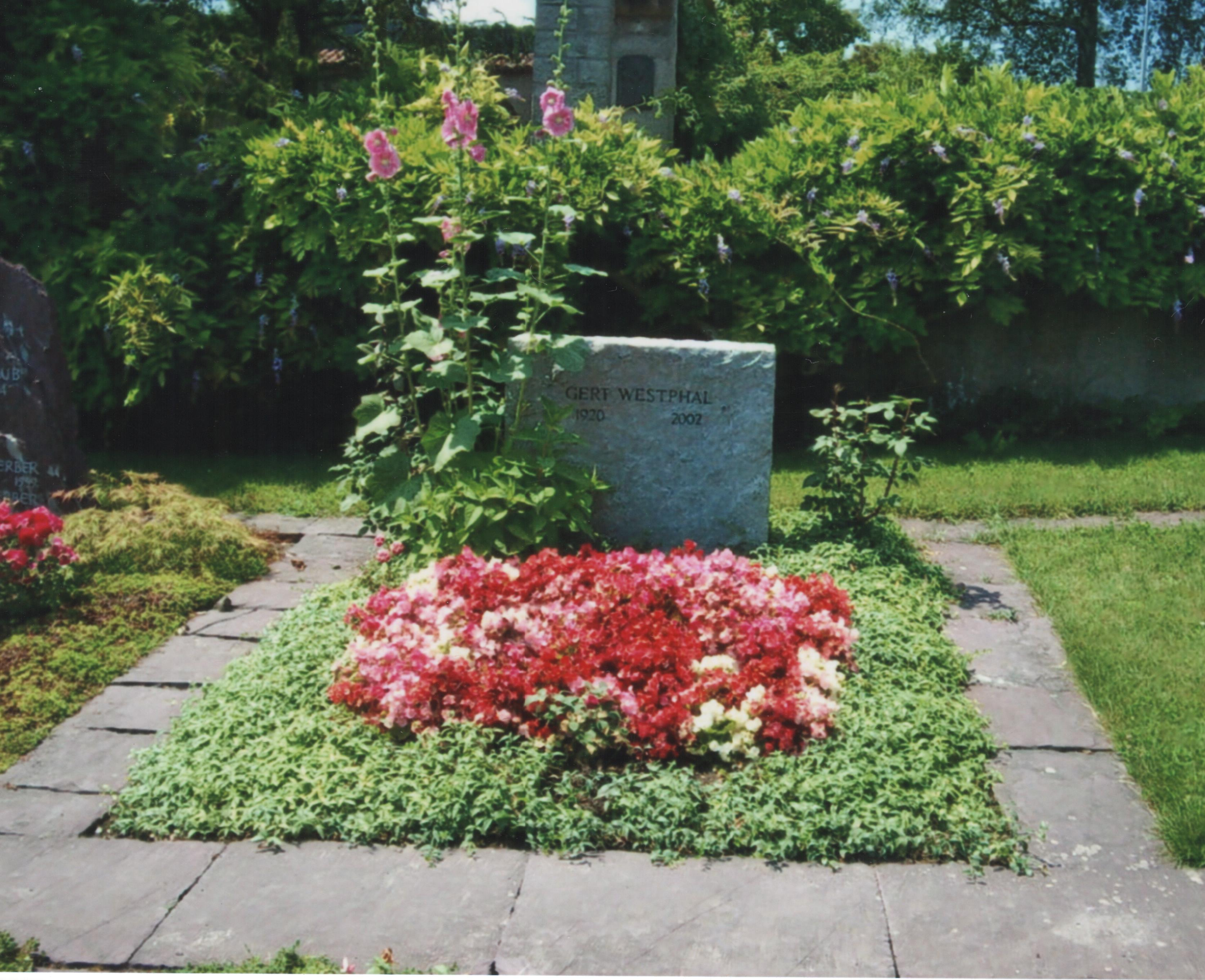
Das Grab von Gert und Gisela Westphal in Kilchberg ZH

Neben den Hauptwerken deutschsprachiger Autoren nahm Westphal auch zahlreiche Werke anderer europäischer Autoren wie z. B. Gustave Flaubert, Victor Hugo, Henry James oder auch Thornton Wilder auf Tonträgern auf. Ferner bildete die russische Literatur mit Autoren wie Tschingis Aitmatow, Fjodor Dostojewski, Nikolai Gogol, Iwan Gontscharow, Maxim Gorki, Nikolai Semjonowitsch Leskow, Vladimir Nabokov, Leo Tolstoi oder auch Anton Tschechow einen regelmäßigen Schwerpunkt bei seinen Lesungen und Inszenierungen.
Darüber hinaus schrieb er unter dem Pseudonym Gerhard Wehner einige Hörspiele. Bei Radio Bremen wurden seine Hörspiele Offene Rechnung und Gestern ist lange her aufgenommen. Sein Hörspiel Große Konjunktion im Zeichen der Fische wurde 1971 beim DRS und 1973 beim ORF (Radio Salzburg) aufgenommen.
1954 hatte er die Schauspielerin und Rezitatorin Gisela Zoch (1930–2023) beim Norddeutschen Rundfunk kennengelernt, mit der er im Dezember 1957 die Ehe schloss, aus der zwei Töchter (Jg. 1963 und 1966) hervorgingen. 2002 erlag Westphal einem Krebsleiden. Seine letzte Ruhestätte befindet sich auf dem Friedhof von Kilchberg am Zürichsee, nahe am Grab von Thomas Mann.

## Werke

### Hörspielregie (Auswahl)
- 1948: Helmut Käutner und Ernst Schnabel: In jenen Tagen - Auch Sprecher (Radio Bremen)
- 1951: Hans Rothe: Das große Netz. Ein Spiel aus dem Zeitalter der Königin Elisabeth von England (SWF)
- 1953: Wolfgang Hildesheimer: Begegnung im Balkanexpress (NWDR)
- 1953: Das Schloß (nach Franz Kafka)
- 1954: Rip van Winkle (Original-Hörspiel von Max Frisch)
- 1954: Beatrice und Juana (nach Günter Eich)
- 1954: Zwischenstation
- 1955: Die Hinschlachtung der Unschuldigen
- 1955: Das kalte Licht (nach Carl Zuckmayer)
- 1955: Die Stimme hinter dem Vorhang, nach Gottfried Benn – Auch Sprecher (SWF)
- 1956: Die Rückreise
- 1956: Am grünen Strand der Spree (5 Teile) (nach Hans Scholz)
- 1958: Jahrmarkt des Lebens (4 Teile)
- 1958: Leonce und Lena, nach Georg Büchner (SWF)
- 1959: Brandenburger Tor (nach Hans Scholz)
- 1959: Maigret und die Groschenschenke
- 1959: Maigret und seine Skrupel
- 1959: Maigret und sein Revolver
- 1959: Maigret und die Unbekannte
- 1959: Maigret und der gelbe Hund
- 1959: Maigret und die Bohnenstange
- 1960: Protokolle
- 1963: Ein Herrenabend ohne Sokrates
- 1965: Rudolf Bayr: Orangenblüten (NDR)
- 1965: Georges Simenon: Die Glocken von Bicêtre (Chefredakteur) – Auch Bearbeitung und Sprecher (Kriminalhörspiel – SWF)
- 1965: Hans Rothe: Die Vitrine (NDR/SWF)
- 1985: Stefan Zweig: Rausch der Verwandlung (2-teiliges Hörspiel, Bayerischer Rundfunk), auch Bearbeitung und Erzähler.

### Hörspielbearbeitungen (Auswahl)
- Georges Simenon: Maigret und der gelbe Hund. Bearbeitung: Gert Westphal. Regie: Heinz-Günter Stamm BR 1961. Der Audio Verlag, 2005, ISBN 3-89813-390-7.[5]
- Georges Simenon: Maigret und die Bohnenstange. Bearbeitung: Gert Westphal. Regie: Heinz-Günter Stamm, BR 1961. Der Audio Verlag 2005
- Georges Simenon: Maigret und seine Skrupel. BR, Regie: Heinz-Günter Stamm, Bearbeiter: Gert Westphal, Übersetzung: Hansjürgen Wille, Der Audio Verlag, Auflage: Sonderausgabe, 2005, ISBN 3-89813-390-7.

### Hörspielsprecher (Auszug)
- 1951: Charles Dickens: Der Bahnwärter – Regie: Heinz Günter Stamm (Hörspiel – RB)
- 1965: Yasushi Inoue: Das Jagdgewehr (Dichter) – Bearbeitung und Regie: Gert Westphal (Hörspielbearbeitung – RIAS Berlin)
- 1970: Ernst Lothar: Der Engel mit der Posaune (8 Folgen) (Erzähler) – Bearbeitung und Regie: Klaus Gmeiner (Hörspielbearbeitung – ORF Salzburg)
- 1984: Hartmut Lange: Die Unberührbare – Regie: Ferry Bauer (Original-Hörspiel – ORF Vorarlberg)
- 1985: Franz Werfel: Die Entfremdung – Bearbeitung und Regie: Ferry Bauer (Hörspielbearbeitung – ORF Vorarlberg)

### Hörbücher (Auszug)
- 1995: Das Parfum von Patrick Süskind, Die Geschichte eines Mörders, Litraton-Verlag, Hamburg, ISBN 978-3-89469-911-6.
- 1996: Der Vorleser von Bernhard Schlink, ungekürzte Lesung, 5 CDs, 5:03 h, Litraton-Verlag, Hamburg, ISBN 3-89469-922-1.
- 1998: Schuld und Sühne von Fjodor Michailowitsch Dostojewski, 22 Kassetten, 1670 Min. – Übertragung: Werner Bergengruen, Litraton-Verlag, Hamburg, ISBN 3-89469-143-3.
- 1998: Wahlverwandtschaften von Johann Wolfgang von Goethe, 8 CDs ca. 555 min, Deutsche Grammophon, Berlin, ISBN 978-3-8291-0704-4.
- 2001: Buddenbrooks von Thomas Mann, ungekürzte 22 CDs ca. 28 Stunden, ISBN 978-3-8291-1148-5.
- 2004: Der Schatz im Silbersee von Karl May, ungekürzte, historisch-kritische Ausgabe, 16 CDs 20:59 h, Deutsche Grammophon (Universal), Berlin, ISBN 3-8291-1489-3.
- 2004: Die großen Romane 1 + 2 von Theodor Fontane - Hörbuch, 76 CDs ca. 94 Stunden, Deutsche Grammophon (Universal), Berlin, ISBN 978-3-8291-1453-0.
- 2005: Bekenntnisse des Hochstaplers Felix Krull von Thomas Mann, ungekürzte Hörbuch-Fassung, 13 CDs, 990 Min., Deutsche Grammophon und Radio Bremen, ISBN 3-8291-1536-9.
- 2005: Der Zauberberg von Thomas Mann, gekürzt, 15 CDs, 19:30 h, Deutsche Grammophon, Berlin, ISBN 3-8291-1535-0.
- 2015: Eugen Onegin, ein Roman in Versen von Alexander Puschkin, gekürzt in Übersetzung von Ulrich Busch, 3:31 h, Hörverlag, München, ISBN 978-3-8445-2260-0.

### Lyrik und Jazz (Auswahl)
- 1960: Lyrik und Jazz Benn, Lyrik von Gottfried Benn mit Musik u. a. von J. J. Johnson, Kai Winding, Dave Brubeck Quartet.[6][7]
- 1962: Lyrik und Jazz Enzensberger – Halleluja Im Niemandsland, Lyrik von Hans Magnus Enzensberger mit Musik von Max Roach, The Art Blakey Percussion Ensemble, Donald Byrd, Horace Silver und Miles Davis Quintet.
- 1963: Lyrik und Jazz Rühmkorf – Im Vollbesitz meiner Zweifel, Lyrik von Peter Rühmkorf mit Musik von Johnny Griffin.
- 1965: Lyrik und Jazz Heinrich Heine – Gert Westphal & Attila-Zoller-Quartett[8][9]
- 1974: Hesse Between Music, mit Texten und Lyrik von Hermann Hesse und Musik von Between.[10]
- 1982: Ringeljazz – Gert Westphal und das Metronome Quintett, mit Lyrik von Gottfried Benn, Jacques Prévert und Joachim Ringelnatz.
- 1993: Kling Hinaus Ins Weite – Gert Westphal und das Metronome Quintett, mit Lyrik von Heinrich Heine, Mascha Kaléko und Fridolin Tschudi.

### Filme (Auswahl)
- 1955: Der letzte Mann
- 1956: Unheimliche Begegnungen (Fernsehserie)
- 1964: Andorra
- 1966: Angeklagt nach § 218 (Der Arzt stellt fest…)
- 1966: Bonditis
- 1966: Zehn Prozent
- 1969: Der Fall Liebknecht-Luxemburg (TV-Zweiteiler)
- 1970: Unter Kuratel
- 1970: Journal 1870/71 (Miniserie als Darsteller)
- 1973: Tatort: Frauenmord
- 1974: Der Scheingemahl (Erzähler)
- 1974: Eine ungeliebte Frau (Erzähler)
- 1974: Griseldis (Erzähler)
- 1974: Die Kriegsbraut (Erzähler)
- 1974: Die Bettelprinzess (Erzähler)
- 1987: Friedenspolka (Professor Petrow)
- 1988: Schneller als das Auge (Dr. Heinrich)

## Ehrungen, Auszeichnungen
- 1975: Literaturpreis des Kantons Zürich
- 1982: Bundesverdienstkreuz 1. Klasse
- 1988: Deutscher Schallplattenpreis
- 1990: Goldenes Verdienstzeichen des Landes Salzburg
- 1990: Goldenes Ehrenzeichen für Verdienste um das Bundesland Niederösterreich
- 1991: Ehrenurkunde der Deutschen Schallplattenkritik
- 1995: Das Goldene Grammophon
- 1995: Ehrenmedaille Schloss Reinbek
- 2001: Biermann-Ratjen-Medaille, für seine künstlerischen Verdienste um die Stadt Hamburg
- 2001: Eintrag in das Goldene Buch der Hansestadt Bremen

### Preise und Auszeichnungen für Aufnahmen
- Preis der deutschen Schallplattenkritik
  - Ehrenurkunde, 1991[11]
  - Melodramen von Liszt, Strauss und Nietzsche, 1983
  - Liebestod in Venedig – Aus den Tagebüchern September 1882 bis Februar 1883 von Cosima Wagner, 1993
  - Andorra von Max Frisch, 1963
  - Madame Bovary von Gustave Flaubert, 1988
  - Bleib doch mein. Aus dem Briefwechsel zwischen Emilie und Theodor Fontane, 1995.
  - Doktor Faustus von Thomas Mann, 1995
  - Das dreißigste Jahr von Ingeborg Bachmann, 2001
  - Felix Krull von Thomas Mann, 2002
  - Der Erwählte von Thomas Mann, 2005

### Preise und Auszeichnungen für Hörspiele
Mitwirkung von Gert Westphal in Klammern:
- Hörspielpreis der Kriegsblinden für Prinzessin Turandot von Wolfgang Hildesheimer, 1955 (Regie)
- Karl-Sczuka-Preis für Der trojanische Krieg findet nicht statt von Jean Giraudoux, Musik: Peter Zwetkoff, 1955 (Regie)
- Prix Italia für Wovon wir leben und woran wir sterben von Herbert Eisenreich, 1957 (Sprecher)
- Karl-Sczuka-Preis für Ungeduld des Herzens von Stefan Zweig, Musik: Peter Zwetkoff, 1961 (Regie)
- Prix Italia für A hard day's night von Anders Bodelsen, 1967 (Regie)
- Hörspiel des Monats Udo der Stählerne von Theodor Weißenborn und Josef Alois Gleich, Januar 1994 (Erzähler)

## Rezeption
Wegen seiner hervorragend interpretierten Rezitationen und Literaturlesungen für den Hörfunk wurde er auch als der „König der Vorleser“ und als „Der Caruso der Vorleser“ gewürdigt. Katia Mann bezeichnete ihn nach dem Besuch einer von ihm gehaltenen Lesung mit Werken Thomas Manns als „des Dichters obersten Mund“. Aufgrund der zahlreichen Auftritte und auf Tonträgern veröffentlichten Aufnahmen wurde er auch als der „Fischer-Dieskau des Wortes“ bezeichnet. Marcel Reich-Ranicki hieß ihn den wahrscheinlich besten Rezitator in deutscher Sprache.

## Ausstellungen
- 2010: Der Dichter oberster Mund – Eine Erinnerung an Gert Westphal aus Anlass seines 90. Geburtstages. Ausstellung im Schloss Reinbek.